# Joyce Tyldesley

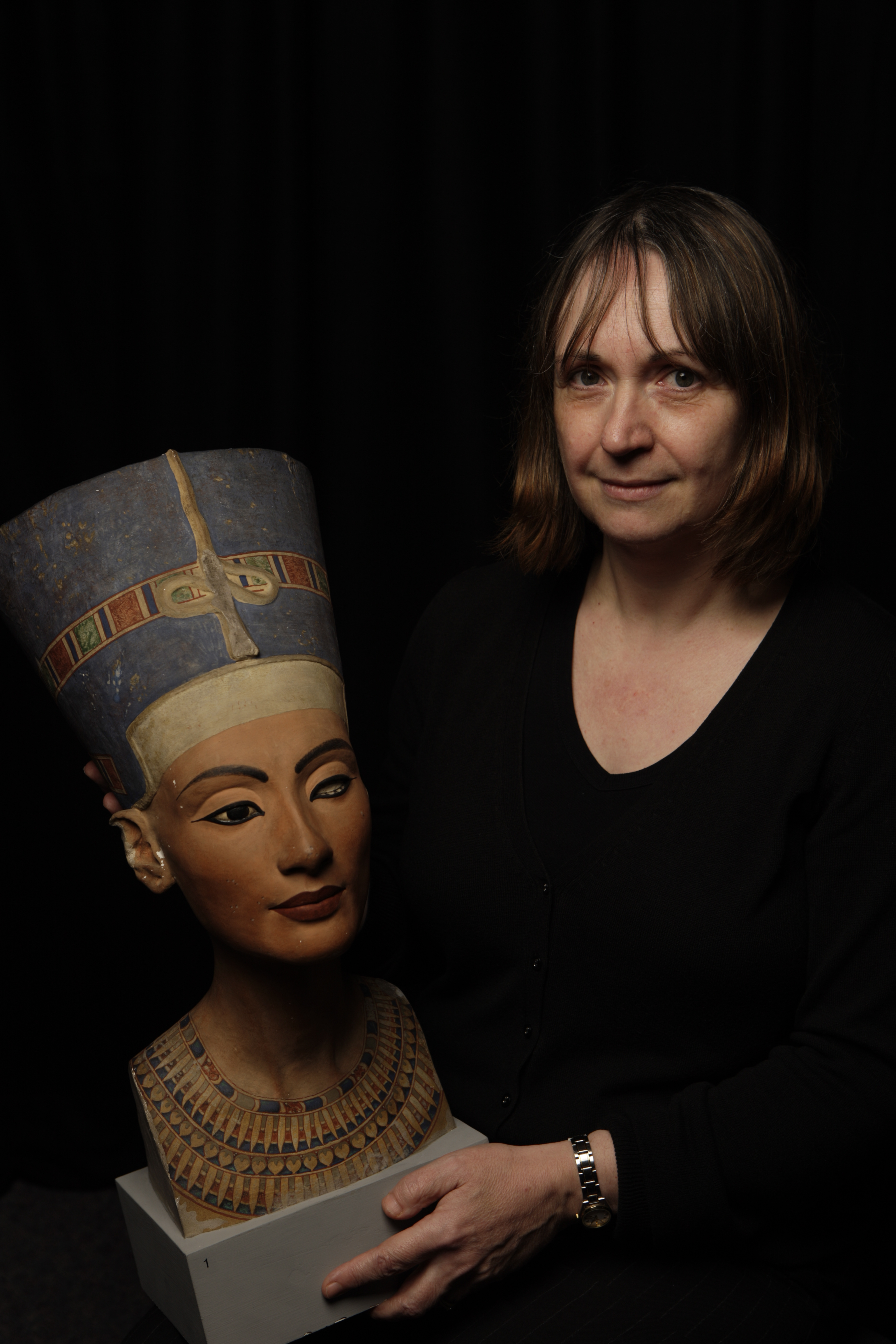
Joyce Tyldesley mit einem Replikat der Nofretete-Büste.

Joyce Ann Tyldesley (* 1960 in Lancashire) ist eine britische Ägyptologin.
Joyce Tyldesley studierte Archäologie in Liverpool und Oxford und hat viele Jahre archäologisch in Ägypten gearbeitet. Sie lehrte und forschte als Ägyptologin an der Liverpool University und wurde später Professorin an der Universität Manchester. Sie ist die Autorin mehrerer Fernsehsendungen der BBC über das Alte Ägypten und schrieb erfolgreiche populärwissenschaftliche Bücher über Ramses den Großen, Nofretete und Hatschepsut.
Sie ist mit dem Ägyptologen Steven Snape verheiratet und hat zwei Kinder.

## Veröffentlichungen
- Mit Steven R. Snape: Nazlet Tuna: An Archaeological Survey in Middle Egypt. B.A.R., Oxford 1988, ISBN 0-86054-533-4.
- Daughters of Isis: Women of Ancient Egypt. Penguin Books, Harmondsworth 1995, ISBN 0-14-017596-2.
  - deutsch: Töchter der Isis: Die Frau im Alten Ägypten. übersetzt von Christa Broermann und Andrea Kann, Limes, München 1996, ISBN 3-8090-3001-5.
- Nefertiti. Egypt’s Sun Queen. Viking, London/New York 1998, ISBN 0-670-86998-8.
  - deutsch: Ägyptens Sonnenkönigin. Biographie der Nofretete. Limes, München 1999, ISBN 3-8090-3017-1.
- Hatchepsut: The Female Pharaoh. Penguin Books, London 1998, ISBN 0-14-024464-6.
  - deutsch: Hatschepsut: Der weibliche Pharao. Limes, München 1997, ISBN 3-8090-3012-0.
- The Mummy: Unwrap the Ancient Secrets of the Mummies. Carlton, London 1999, ISBN 1-85868-714-4.
  - deutsch: Mumien: Die Geheimnisse der Mumiengräber. übersetzt von Viktor Melega, Tosa, Wien 1999, ISBN 3-85492-029-6.
- Ramesses: Egypts Greatest Pharah. Penguin, London / New York 2001, ISBN 0-14-028097-9.
  - deutsch: Ramses. Ägyptens größter Pharao. übersetzt von Christa Broermann, Ullstein, München 2002, ISBN 3-550-07529-4.
- Egypt. How a Lost Civilization was Rediscovered. BBC, London 2006, ISBN 0-563-49381-X.
  - deutsch: Mythos Ägypten. Reclam, Stuttgart 2006, ISBN 3-15-010598-6.
- Cleopatra: Last Queen of Egypt. Basic Books, New York 2008; Profile Books, London 2008, ISBN 1-86197-965-7.
- Chronicle of the Queens of Egypt
  - deutsch: Die Königinnen des Alten Ägypten: Von den frühen Dynastien bis zum Tod Kleopatras. Koehler & Amelang, Leipzig 2008, ISBN 978-3-7338-0358-2.
- The Pharaohs
  - deutsch: Die Pharaonen. Ägyptens bedeutendste Herrscher in 30 Generationen. übersetzt von Birgit Lamerz-Beckschäfer, National Geographic Deutschland, Hamburg 2009, ISBN 978-3-86690-114-8.
- Nefertiti´s Face. The Creation of an Icon
  - deutsch: Mythos Nofretete. übersetzt von Ingrid Rein, Reclam, Ditzingen 2019, ISBN 978-3-15-011190-1.